# Sunny Summer
Sunny Summer é o primeiro extended play (EP) especial e sétimo EP no geral do girl group sul-coreano GFriend. O álbum foi comercializado como seu primeiro EP especial de "verão". Foi lançado pela Source Music em 19 de julho de 2018, e distribuído pela LOEN Entertainment.

## Composição
O álbum contém 5 faixas, incluindo o single de mesmo nome, "Sunny Summer", descrito pela Billboard como tendo "vocais exuberantes e arejados que saltam por toda a melodia, [a música] é dirigida pelos tons vocais refrescantes do grupo a medida que elas cantam sobre ter um verão memorável juntas."

## Lista de faixas
| N.º            | Título                                            | Arranjo                                          | Duração |  |
| 1.             | "Sunny Summer" (여름여름해)                       | Duble Sidekick                                   | 3:18    |  |
| 2.             | "Vacation"                                        | Iggy Youngbae                                    | 3:24    |  |
| 3.             | "Sweety"                                          | Mio                                              | 3:13    |  |
| 4.             | "Windy Windy" (바람 바람 바람; Baram Baram Baram) | Boombastic                                       | 3:16    |  |
| 5.             | "Love in the Air"                                 | Andreas Öberg Darren Smith Avenue 52 No Joo-hwan | 3:40    |  |
| Duração total: | Duração total:                                    | Duração total:                                   | 16:51   |  |

## Desempenho nas tabelas musicais

### Tabelas semanais
| Tabela (2018)                       | Melhor posição |
| ----------------------------------- | -------------- |
| Japão (Oricon)                      | 112            |
| Coreia do Sul (Gaon Album Chart)    | 2              |
| Taiwan (Five Music)                 | 1              |
| Estados Unidos (World Albums Chart) | 13             |

### Tabelas anuais
| Tabela                           | Melhor posição |
| -------------------------------- | -------------- |
| Coreia do Sul (Gaon Album Chart) | 79             |

### Vendas
| Região                           | Vendas |
| -------------------------------- | ------ |
| Coreia do Sul (Gaon Album Chart) | 58,333 |
| Japão (Oricon)                   | 1,159  |

## Histórico de lançamento
| País          | Data                | Formato              | Gravadora             |
| ------------- | ------------------- | -------------------- | --------------------- |
| Coreia do Sul | 19 de julho de 2018 | Download digital, CD | Source Music, Kakao M |
| Mundo         | 19 de julho de 2018 | Download digital, CD | Source Music, Kakao M |